# Indumentaria tradicional de Suecia

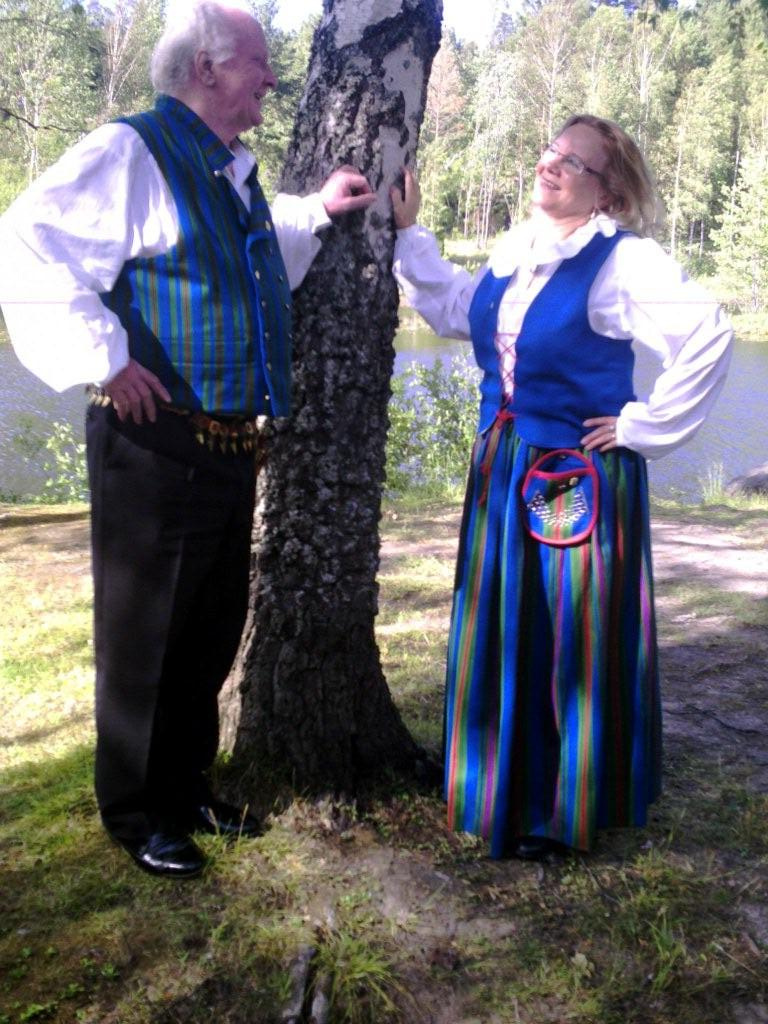

La Indumentaria tradicional de Suecia (en sueco, folkdräkter) es el conjunto de vestimenta, trajes y complementos que se han llevado en Suecia desde su formación como reino en la Edad Media y su evolución a lo largo de los siglos.
Actualmente, se conoce como traje nacional sueco (en sueco Nationella dräkten) al vestido nacional de Suecia. Se declaró como nacional en 1778, cuando el rey Gustav III la diseñó y publicó.
- Datos: Q10594831
- Multimedia: National Costume of Sweden of 1778 / Q10594831